# Kathy Reichs
Kathleen Joan Toelle (Kathy) Reichs (Chicago, 7 juli 1948) is een Amerikaans forensisch antropologe en schrijfster van detectiveverhalen die zowel in Canada als in de Verenigde Staten woont en werkt. Haar eigen leven heeft veel overeenkomsten met dat van de heldin van haar thrillers, Temperance Brennan, die eveneens een forensisch antropologe is. En net als Brennan werkt Reichs zowel in North Carolina in het zuiden van de Verenigde Staten als in de Canadese stad Montreal. Reichs is daarnaast hoogleraar antropologie aan de Universiteit van North Carolina in Charlotte. 
Over Temperance Brennan werd tussen 2005 en 2017 een succesvolle televisieserie uitgezonden genaamd Bones. 

## Boeken
Reichs schrijft zowel detectiveverhalen en jeugdboeken als wetenschappelijke boeken over antropologie en forensisch onderzoek. 

### Thrillers
De thrillers van Kathy Reichs bevatten een hoop wetenswaardigheden en flink wat humor. Inmiddels zijn er al in dertig talen vertalingen uitgebracht. Haar debuut Déjà Dead won in 1997 de Arthur Ellis Award (Canadese literatuurprijs) voor het beste debuut.
De reeks bevat inmiddels deze delen:
| Oorspronkelijke titel | Verschenen | Nederlandse titel    | Opmerking(en)                                                                 |
| --------------------- | ---------- | -------------------- | ----------------------------------------------------------------------------- |
| Déjà Dead             | 1997       | Voor altijd dood     | Eerder uitgebracht als Bot voor Bot en (ook in het Nederlands) als Déjà Dead. |
| Death du Jour         | 1999       | Schijnheilig         | Eerder uitgebracht als Fatale dag en als Dag des Oordeels.                    |
| Deadly Decisions      | 2000       | Wetteloos            | Eerder uitgebracht als Fatale keuze.                                          |
| Fatal Voyage          | 2001       | Fatale vlucht        |                                                                               |
| Grave Secrets         | 2002       | Fatale geheimen      |                                                                               |
| Bare Bones            | 2003       | Fatale vondst        |                                                                               |
| Monday Mourning       | 2004       | Fatale maandag       |                                                                               |
| Cross Bones           | 2005       | Begraven beenderen   |                                                                               |
| Break no Bones        | 2006       | Gebroken             |                                                                               |
| Bones to Ashes        | 2007       | Tot stof vergaan     |                                                                               |
| Devil Bones           | 2008       | Met duivels genoegen | Eerder uitgebracht als Duivelsbotten.                                         |
| 206 Bones             | 2009       | 206 Botten           |                                                                               |
| Spider Bones          | 2010       | Spinnenbotten        |                                                                               |
| Flash and Bones       | 2011       | Van vlees en bloed   |                                                                               |
| Bones are Forever     | 2012       | Bones voor altijd    |                                                                               |
| Bones of the Lost     | 2013       | Dodenreis            |                                                                               |
| Bones never lie       | 2014       | De dood liegt nooit  |                                                                               |
| Speaking in bones     | 2015       | Als de dood spreekt  |                                                                               |

### Jeugdboeken
In 2010 is Reichs gestart met een serie jeugdboeken, Virus genaamd in het Nederlands. Het hoofdpersonage in de reeks is Tory Brennan, de achternicht van Temperance Brennan, de hoofdrolspeelster in bovengenoemde reeks thrillers.
- Virals (2010), vertaald als Virus, Virals #1
- Seizure (2011), vertaald als Aanval, Virals #2
- Code (2013), vertaald als Code, Virals #3
- Exposure (2014), Virals #4
- Terminal (2015), Virals #5

Er verschenen ook enkele korte verhalen:
- Shift (2013), Virals #2,5
- Swipe (2013), Virals #3,5
- Shock (2015), Virals #0,5
- Spike (2016), Virals #5,5

Deze zijn later in een omnibus gecombineerd:
- Trace Evidence (2016), Virals #0,5, #2,5, #3,5, #5,5